# Angier Biddle Duke
Pour les articles homonymes, voir Duke.
Angier Biddle Duc (30 novembre 1915 - 29 avril 1995) est un soldat américain, diplomate pour le Service extérieur des États-Unis et assistant à la Maison-Blanche. En 1952, alors âgé de 36 ans, il devient le plus jeune ambassadeur américain de l'histoire après sa nomination comme ambassadeur des États-Unis au Salvador.

## Jeunesse
Angier Biddle Duke est né à New York. Il est le fils de personnes influentes dans le business, la politique et les affaires culturelles de Philadelphie. Son père, Angier Buchanan Duke (1884-1923) est héritier de l'American Tobacco Company et sa mère Cordelia Drexel Biddle, (future Cordelia Biddle Robertson) descend de la Famille Biddle, immigrants européens. Il aura un frère, Anthony Drexel Duke (1918-2014). Séparé en 1918, le couple divorce en 1921,.
Son grand-père paternel, Benjamin Newton-Duke (1855-1929), l'un des principaux bienfaiteurs de l'université Duke, est le frère de James Buchanan Duke, lui-même père de Doris Duke, la cousine d'Angier,. Son grand-père maternel était Anthony Joseph Drexel Biddle, Sr. Il est, par sa mère, l'arrière-arrière-petit-fils du banquier Anthony Joseph Drexel.
Duc étudie à l'École Saint Paul de Concord (New Hampshire). Il quitte l'université Yale en 1936.

## Carrière
À la fin des années 1930, Duke devient rédacteur spécialiste du ski pour un magazine sportif et, en 1940, il s'engage comme soldat dans les Forces aériennes de l'Armée de terre des États-Unis. Avant sa démobilisation en 1945, Duke aura servi comme Major en Afrique du Nord et en Europe. Son oncle, Antoine Joseph Drexel Biddle, Jr, a servi comme ambassadeur de la plupart des gouvernements en exil des pays qui ont été occupés par l'Allemagne pendant la Seconde Guerre mondiale.

### Carrière diplomatique

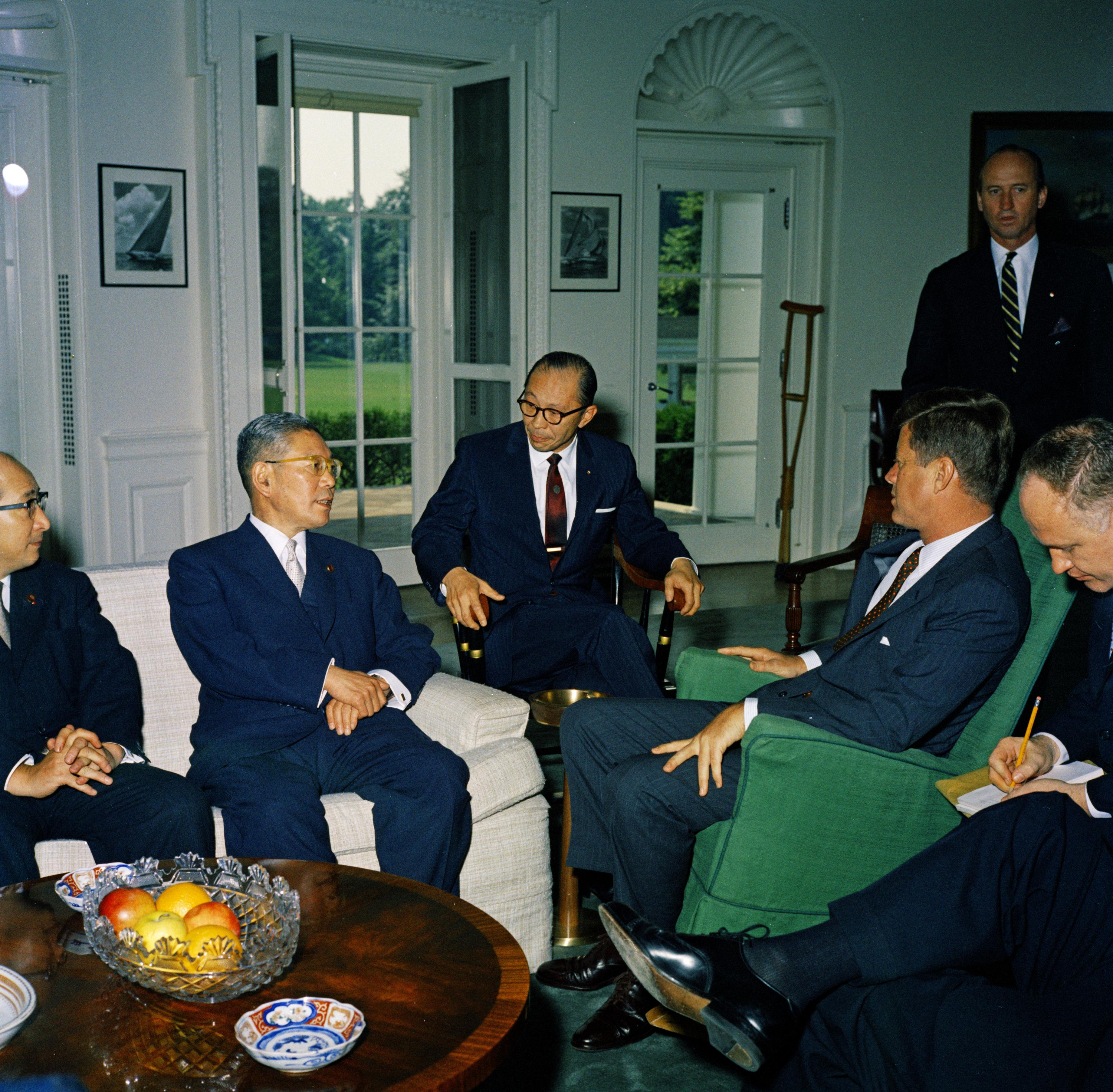
Rencontre avec le Premier ministre du Japon Hayato Ikeda. (L-R), le ministre japonais des Affaires étrangères Zentaro Kosaka, le Premier ministre Ikeda, le conseiller au ministère des Affaires étrangères (interprète) Toshiro Shimanouchi, le Président John F. Kennedy, le chef du protocole du département d'État Angier Biddle Duke (debout), et l'interprète James J. Wickel. Bureau ovale de la Maison-Blanche, à Washington.

En 1949, Duke rejoint le Service extérieur des États-Unis en tant qu'assistant à Buenos Aires et par la suite à Madrid. De 1952 à 1953, il sert comme ambassadeur des États-Unis au Salvador sous l'administration Truman, et devient, à 36 ans, le plus jeune ambassadeur des États-Unis que le pays ait connu.« À sa nomination comme ambassadeur d'El Salvador par le président Truman, Angie Biddle Duke est vu comme un riche playboy, descendant d'une lignée de grandes familles capitalistes, à peine âge de 32 ou 33 ans devenu le plus jeune ambassadeur de l'histoire des États-Unis. » Avec l'absence du Parti démocrate du pouvoir de 1953 à 1961, il quitte les affaires étrangères et retourne à la vie privée. Il met ce temps à profit pour servir en tant que président de l'International Rescue Commission. Républicain d'origine, il devient plus tard Démocrate.
En 1960, Duke accepte un poste au sein de l'administration Kennedy, (lui et JFK sont liés d'amitié) et devient chef du protocole du département d'État des États-Unis au rang d'ambassadeur et le restera jusqu'en 1965. Fervent partisan de l'égalité des droits, "il démissionne du Metropolitan Club de Washington après que ce dernier ait refusé d'intégrer des diplomates noirs" en 1961. Sa tâche la plus notable au cours de ce mandat sera de superviser les funérailles de John F. Kennedy auxquelles de très nombreux dirigeants du monde ont participé, le 25 novembre 1963.
À la fin de son mandat de chef du protocole, l'administration Johnson le nomme ambassadeur des États-Unis en Espagne, de 1965 à 1967 (il est en poste au moment de la catastrophe de Palomares), et puis au Danemark, de 1968 à 1969. Il reçoit le même année le titre honoraire de Docteur en Droit par l'université Duke. Après la défaite du Parti démocrate, mené par le vice-président Hubert Humphrey, face à Richard Nixon, il quitte à nouveau le Service des Affaires étrangères. Au début des années 1970, il est nommé par le maire Abraham Beame pour servir comme Commissaire de la Ville de New York au ministère des Affaires civiques et de Manifestations Publiques, à la tête d'une équipe de 17 personnes, jusqu'à ce qu'il démissionne en 1976 pour s'atteler à la campagne présidentielle de Jimmy Carter.
Les Démocrates reviennent au pouvoir après la victoire de Carter sur Gerald Ford lors de l'élection présidentielle de 1976, et, en 1979, l'administration le nomme cette fois ambassadeur américain au Maroc, un poste qu'il occupe jusqu'en 1981, date à laquelle il est remplacé par Joseph Verner Reed, Jr après l'élection de Ronald Reagan.

### Dernières années
À son retour aux États-Unis, le Comité National sur la Politique Étrangère Américaine lui remet le prix Hans J. Morgenthau  "en reconnaissance de sa contribution exemplaire à la politique étrangère des États-Unis." De 1992 à 1995, Duke devient président élu du Conseil des Ambassadeurs Américains. Il est membre des Fils de la Révolution américaine. Il sert également en tant que chancelier de l'université de Long Island, Southampton Campus.
Après sa mort, ses documents seront archivés par l'université Duke en Caroline du Nord.

## Vie personnelle
En 1936, il épouse Priscilla Avenal Saint-George (1919-1995) fille de George Baker Bligh Saint-Georges et Katharine Saint-George, et membre de la Chambre des représentants des États-Unis de New York. Sa grand-mère maternelle, Catherine Delano Collier, était la plus jeune sœur de Sara Delano Roosevelt, la mère du Président Franklin Delano Roosevelt et son grand-père était George Fisher Baker, financier et philanthrope. Son père était le petit-fils de Robert St George, lui-même fils de Sir Richard Bligh Saint-Georges, 2e baronnet.
Avant leur divorce en août 1940, ils donnent naissance à :
- Angier "Poney" Saint George Duke (1937-2014), qui épousera Mary Ellen Haga en 1973[18]. Il est connu pour avoir transmit la gonorrhée à Margaret Housen en 1970[19],[20].

Après leur divorce, Priscilla épouse le Sénateur Allan A. Ryan, Jr (1903-1981) en 1941,. En novembre 1940, à 26 ans, Duke épouse Margaret Screven White, 34 ans, immédiatement après son divorce d'avec J. M. Tuck. Margaret avait également été marié à Fitzhugh White et était la fille de Franklin Buchanan Screven, arrière-petite-fille de l'amiral Franklin Screven, commandant de la Confédération de l'USS Merrimack, et un descendant de Thomas McKean, un signataire de la Déclaration d'indépendance.
Divorcés en 1952, Duke père se remarie la même année avec Maria-Luisa de Arana d'Espagne  fille d'Isabelle de Zurita et Dario de Arana et petite-fille de Beltran Vélez de Guevara, 10e Marquis de Campo Real, membres de la noblesse basque de Bilbao. Sa troisième femme mourra dans un accident d'avion en 1961,. De cette union naissent :
- Maria-Luisa Duke née en 1954[27],
- Drexel Dario Duke né en 1957[28].

En 1962, il épouse Robin Chandler Lynn (1923-2016), qui a servi comme Ambassadeur des États-Unis en Norvège pendant l'administration Clinton. Elle était auparavant mariée à Jeffrey Lynn, acteur et producteur de films, et est la fille de Richard Edgar et Esther Chandler Tippett. Ils ont vécu ensemble au 740 Park Avenue à New York. Robin et Angier resteront mariés jusqu'à la mort de ce dernier en 1995 et donneront naissance à:
- Angier Biddle Duc, Jr né en 1963[33].

Duke est mort à l'âge de 79 ans, frappé par une voiture alors qu'il pratiquait le roller en ligne.